# Slint
Slint foi uma banda americana de post-rock formada em Louisville, Kentucky em 1986 dos remanescentes da banda Squirrel Bait. Embora tenham acabado por volta de 1991, a banda foi uma grande influência para o post-rock, sendo considerada a banda precursora do estilo. Os membros da banda foram Brian McMahan (vocal e guitarra), David Pajo (guitarra), Britt Walford (bateria), Ethan Buckler (baixo no Tweez) e Todd Brashear (baixo no Spiderland).
Eles se reuniram esporadicamente desde 1990.

## Integrantes
- Brian McMahan, guitarra e vocais.
- David Pajo, guitarra.
- Britt Walford, bateria.
- Todd Brashear, baixo em Spiderland.

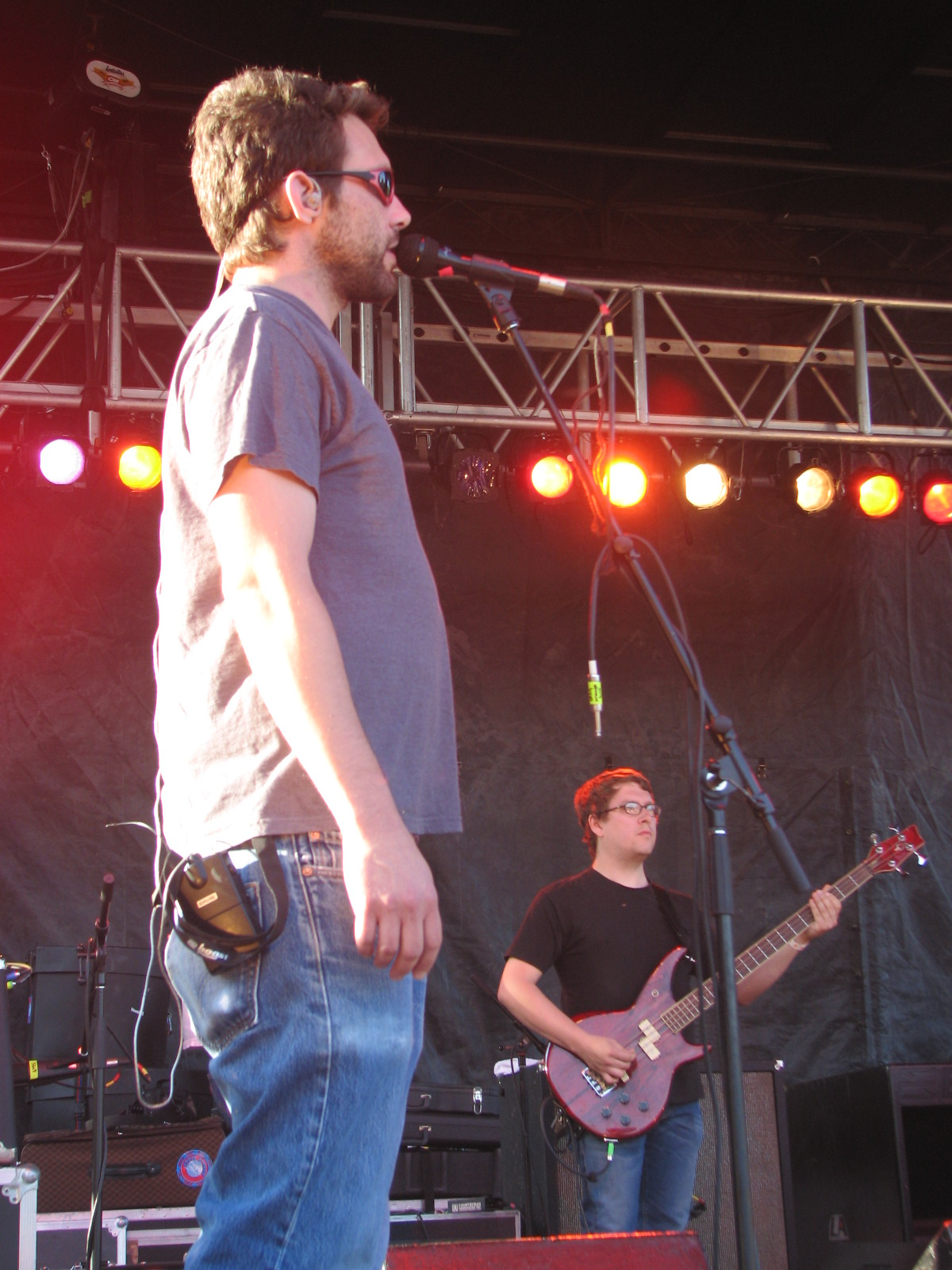
Slint ao vivo em 13 de Julho, 2007

- Ethan Buckler, baixo em Tweez.

## Discografia

### Álbuns de estúdio
- Tweez (1989)
- Spiderland (1991)

### EP
- Glenn/Rhoda (1991)